# سجاح بنت الحارث
سَجاحِ بنتُ الحارثِ التميميةُ (نحو 25 ق هـ - 55 هـ / نحو 598م - 675م)، أم صادر: متنبئة عربية مشهورة. كانت شاعرة أديبة عارفة بالأخبار، رفيعة الشأن في قومها. نبغت في عهد الردة أيام أبي بكر الصديق.عاشت سجاح في بلاد أخوالها بني تغلب بالجزيرة الفراتية، قال ابن الأثير: « سجاح بنت الحارث بن سويد بن عقفان التميمية، قد أقبلت من الجزيرة  وادعت النبوة وكانت ورهطها في أخوالها من تغلب»، وقال سيف بن عمر: «وكانت سجاح بنت الحارث بن سويد بن عقفان - هي وبنو أبيها عقفان - في بني تغلب»،وقال البلاذري: «سجاح بنت الحارث بن عقفان بن سويد بن خالد بن أسامة. تكهنت، فأتبعها قوم من بني تميم وقوم من أخوالها بني تغلب».
كان لسجاح علم بالكتاب اخذته عن نصارى تغلب، وبعد وفاة النبي ادعت النبوة، فتبعها جمع من عشيرتها بينهم بعض كبار تميم: كالزبرقان بن بدر، وعطارد بن حاجب، وشبث بن ربعي، وعمرو بن الأهتم،والأحنف بن قيس، وقيس بن عاصم،وتبعها أناس كثيرون من تغلب والنمر بن قاسط وإياد حتى بلغوا أربعين ألفاً، فأقبلت بهم من الجزيرة تريد غزو أبي بكر الصديق، فنزلت باليمامة، فبلغ خبرها مسيلمة الحنفي وقيل له: إن معها أربعين ألفا، فخافها، وأقبل عليها في جماعة من قومه، وتزوج بها. فلم تزل عند مسيلمة إلى أن قتل، فأسلمت وانصرفت راجعة إلى الجزيرة الفراتية، فتزوجت رجلا من قومها، وأنجبت له ثلاثة أبناء.
انتقلت من الجزيرة الفراتية إلى العراق عام الجماعة سنة 41 هـ، وعاشت بعدها زمنا، وكانت تروي قصص تنبئها، قال الجاحظ:«لم نعلم أحدا قط ادعى أن الله أرسله إلى قوم وآمنوا به ثم زعم أنه كاذب سوى طليحة وسجاح، فإنهما تنبئا ثم أظهرا التوبة وجلسا يحدثان من كان مؤمنا بهما وصدقهما ويخبرانهم بأنهما كانا فيما يدعيان مبطلين كاذبين وإذا لم تستح فاصنع ما شئت»،وتوفيت سجاح في خلافة معاوية بن أبي سفيان وصلى عليها سمرة بن جندب والي البصرة. قال الزركلي: «أما خبر حوارها مع مسيلمة، حين اجتماعهما، فمن مجون القصاصين، للتشنيع عليهما».

## النسب
اسمها سجاحِ على وزن فَعالِ ممنوع من الصرف مبني على الكسر دائماً، أجمع قدماء الأخباريين وفي مقدمتهم سيف بن عمر وابن الكلبي أن سجاح من بني تميم، عدا المتأخرين أمثال: ابن خلدون وابن كثير فزعما أنها من تغلب ولم يرفعا نسبها، وقد أورد نسبها على الأقوال الآتية:
- قول سيف بن عمر وجمهور المؤرخين: سجاح بنت الحارث بن سويد بن عقفان بن خالد بن أسامة بن العنبر بن يربوع بن حنظلة بن مالك بن زيد مناة بن تميم.[7][21][6][22][23]

- قول البلاذري: سجاح بنت الحارث بن عقفان بن سويد بن خالد بن أسامة بن العنبر بن يربوع بن حنظلة بن مالك بن زيد مناة بن تميم.[8]
- قول ابن الكلبي: سجاح بنت أوس بن حق بن أسامة بن العنبر بن يربوع بن حنظلة بن مالك بن زيد مناة بن تميم.[24][25][26][27][28]
- قول عوانة بن الحكم: سجاح بنت سويد بن خالد ابن أسامة بن العنبر بن يربوع بن حنظلة بن مالك بن زيد مناة بن تميم.[29]

وقال سيف بن عمر أن الفارس القعقاع بن عمرو بن مالك بن عقفان هو من رهطها ويجتمعون في عقفان، وأبيه عمرو بن مالك هو ابن عم والد سجاح، وفي ذلك قال سيف بن عمر:«فلم تزل سجاح في بني تغلب؛ حتى نقلهم معاوية عام الجماعة في زمانه؛ وكان معاوية حين أجمع عليه أهل العراق بعد علي عليه السلام يخرج من الكوفة المستغرب في أمر علي، وينزل داره المستغرب في أمر نفسه من أهل الشام وأهل البصرة وأهل الجزيرة؛ وهم الذين يقال لهم النواقل في الأمصار؛ فأخرج من الكوفة قعقاع بن عمرو بن مالك إلى إيليا بفلسطين، فطلب إليه أن ينزل منازل بني أبيه بني عقفان، وينقلهم إلى بني تميم، فنقلهم من الجزيرة إلى الكوفة، وأنزلهم منازل القعقاع وبني أبيه؛ وجاءت معهم وحسن إسلامها».
فسجعت لهم سجاح وقالت: «أعدوا الركاب، واستعدوا للنهاب ثم أغيروا على الرباب فليس دونهم حجاب»، فساروا إليهم فلقيهم ضبة وعبد مناة - بطون من الرباب - فتولى وكيع قتال بنو بكر بن سعد بن ضبة بن إد، وتولى عُقة بن أبي عقة قتال بنو ثعلبة بن سعد بن ضبة، وتولى الهذيل بن عمران التغلبي قتال بنو عبد مناة بن إد. فانهزم وكيع وعقة من بنو ضبة، وقتل منهم كثير، وأسر سماعة بن عمرو بن عدس عم وكيعا ووكيع بن بشر، ولكن الهذيل بن عمران هزم عبد مناة، فصالحت الرباب سجاح، وأطلقت ضبة الأسرى، ثم تحركت سجاح إلى اليمامة، وفي ذلك قال سيف بن عمر: «فلما جاءت رسلها - ٍسجاح - إلى بني مالك تطلب الموادعة، أجابها إلى ذلك وكيع. فاجتمع وكيع ومالك وسجاح، وقد وادع بعضهم بعضًا، واجتمعوا على قتال الناس... وسمعت بهذا الرباب فاجتمعوا لها - ضبتها وعبد مناتها - فولى وكيع وبشر بني بكر من بني ضبة، وولى ثعلبة بن سعد بن ضبة عقبة، وولى عبد مناة الهذيل. فالتقى وكيع وبشر وبنو بكر من بني ضبة، فهزما، وأسر سماعة ووكيع وقعقاع، وقتلت قتلى كثيرة... فأطلقت لهم ضبة الأسرى؛ وودوا القتلى، وخرجوا عنهم».

## الردة

### رواية سيف

#### أبو فرج عن سيف
أبو الفرج الأصفهاني قال أخبرنا إبراهيم بن النسوي يحيى عن أبيه عن شعيب عن سيف:«إنّ سجاح التميميّة ادعت النبوّة بعد وفاة رسول اللّه صلى اللّه عليه و سلّم، واجتمعت عليها بنو تميم، فكان فيما ادّعت أنه أنزل عليها: يا أيها المؤمنون المتقون، لنا نصف الأرض، ولقريش نصفها، ولكنّ قريشا قوم يبغون. 
وكان مؤذّنها شبيب بن ربعيّ الرياحيّ، فعمدت في جيشها إلى مسيلمة الكذاب وهو باليمامة، وقالت: يا معشر تميم، اقصدوا اليمامة، فاضربوا فيها كل هامة، وأضرموا فيها نارا ملهامة، حتى تتركوها سوداء كالحمامة. وقالت لبني تميم: إن اللّه لم يجعل هذا الأمر في ربيعة، وإنما جعله في مضر، فاقصدوا هذا الجمع، فإذا فضضتموه كررتم على قريش. فسارت في قومها وهم الدّهم الداهم. 
وبلغ مسيلمة خبرها، فضاق بها ذرعا، و تحصّن في حجر حصن اليمامة. و جاءت في جيوشها فأحاطت به، فأرسل إلى وجوه قومه و قال: ما ترون؟ قالوا: نرى أن نسلّم هذا الأمر إليها وتدعنا، فإن لم نفعل فهو البوار. وكان مسيلمة ذا دهاء، فقال: سأنظر في هذا الأمر. ثم بعث إليها: إن اللّه- تبارك و تعالى- أنزل عليك وحيا، وأنزل عليّ. فهلمّي نجتمع، فنتدارس ما أنزل اللّه علينا، فمن عرف الحق تبعه، واجتمعنا فأكلنا العرب أكلا بقومي وقومك. فبعثت إليه: أفعل، فأمر بقيّة أدم فضربت، و أمر بالعود المندليّ فسجر فيها، وقال: أكثروا من الطيب و المجمر، فإنّ المرأة إذا شمت رائحة الطيب ذكرت الباه، ففعلوا ذلك. و جاءها رسوله يخبرها بأمر القبّة المضروبة للاجتماع، فأتته فقالت: هات ما أنزل عليك. فقال: ألم تر كيف فعل ربك بالحبلى، أخرج منها نطفة تسعى، بين صفاق وحشا، من بين ذكر وأنثى، وأموات وأحيا، ثم إلى ربهم يكون المنتهى. قالت: وماذا؟ قال: ألم تر أن اللّه خلقنا أفواجا، وجعل النساء لنا أزواجا، فنولج فيهن الغراميل إيلاجا، ونخرجها منهن إذا شئن إخراجا. قالت: فبأي شي‌ء أمرك؟ قال:
قال: فقالت: لا، إلّا به أجمع. قال: فقال: كذا أوحى اللّه إليّ، فواقعها. فلما قام عنها قالت: إن مثلي لا يجري أمرها هكذا، فيكون وصمة على قومي وعليّ، وليكن مسلّمة النبوّة إليك، فاخطبني إلى أوليائي يزوّجوك، ثم أقود تميما معك. فخرج وخرجت معه، فاجتمع الحيّان من حنيفة وتميم، فقالت لهم سجاح: إنه قرأ عليّ ما أنزل عليه، فوجدته حقّا، فاتبعته، ثم خطبها، فزوّجوه إياها، وسألوه عن المهر، فقال: قد وضعت عنكم صلاة العصر، فبنو تميم إلى الآن بالرّمل لا يصلّونها، ويقولون: هذا حق لنا، ومهر كريمة منا لا نردّه. قال: و قال شاعر من بني تميم يذكر أمر سجاح في كلمة له:
قال: وسمع الزبرقان بن بدر لأحنف يومئذ، وقد ذكر مسيلمة وما تلاه عليهم، فقال الأحنف: واللّه ما رأيت أحمق من هذا النبي قطّ. فقال الزبرقان: واللّه لأخبرن بذلك مسيلمة. قال: إذا واللّه أحلف أنك كذبت فيصدّقني و يكذبك. قال: فأمسك الزبرقان، وعلم أنه قد صدق.»

#### الطبري عن سيف
قال الطبري ذكر السري، عن شعيب، عن سيف، عن الصعب بن عطية بن بلال عن أبيه وسهم بن منجاب: «وكان من أمر بني تميم، أن رسول الله صلى الله عليه وسلم توفي وقد فرق فيهم عماله؛ فكان الزبرقان بن بدر على الرباب وعوف والأبناء، وقيس بن عاصم على مقاعس والبطون، وصفوان ابن صفوان وسبرة بن عمرو على بني عمرو؛ هذا على بهدى وهذا على خضم - قبيلتين من بني تميم - ووكيع بن مالك ومالك بن نويرة على بني حنظلة؛ هذا على بني مالك، وهذا على بني يربوع. 
فضرب صفوان إلى أبي بكر حين وقع إليه الخبر بموت النبي صلى الله عليه وسلم بصدقات بني عمرو، وما ولى منها وبما ولى سبرة، وأقام سبرة في قومه لحدث إن ناب القوم، وقد أطرق قيس ينظر ما الزبرقان صانع. وكان الزبرقان متعتبًا عليه، وقلما جامله إلا مزقه الزبرقان بحظوته وجده. وقد قال قيس وهو ينتظر لينظر ما يصنع ليخالفه حين أبطأ عليه: واو يلنا من من ابن العكلية! والله لقد مزقني فما أدري ما أصنع! لئن أنا تابعت أبا بكر وأتيته بالصدقة لينحرنها في بني سعد فليسودني فيهم، ولئن نحرتها في بني سعد ليأتين أبا بكر فليسودني عنده. فعزم قيس على قسمها في المقاعس والبطون، ففعل. وعزم الزبرقان على الوفاء، فاتبع صفوان بصدقات الرباب وعوف والأبناء حتى قدم بها المدينة، وهو يقول ويعرض بقيس:
وتحلل الأحياء ونشب الشر، وتشاغلوا وشغل بعضهم بعضًا. ثم ندم قيس بعد ذلك، فلما أظله العلاء بن الحضرمي أخرج صدقتها؛ فتلقاه بها؛ ثم خرج معه، وقال في ذلك:
فتشاغلت في تلك الحال عوف والأبناء بالبطون؛ والرباب بمقاعس، وتشاغلت خضم بما لك وبهدى بيربوع؛ وعلى خضم سبرة بن همرو، وذلك الذي حلفه عن صفوان والحصين بن نيار على بهدي، والرباب؛ عبد الله بن صفوان على ضبة، وعصمة بن أبير على عبد مناة، وعلى عوف والأبناء عوف بن البلاد ابن خالد من بني غنم الجشمي، وعلى البطون سعر بن خفاف؛ وقد كان ثمامة ابن أثال تأتيه إمداد من بني تميم؛ فلما حدث هذا الحدث فيما بينهم تراجعوا إلى عشائرهم، فأضر ذلك بثمامة بن أثال حتى قدم عليه عكرمة وأنهضه؛ فلم يصنع شيئًا؛ فبينا الناس في بلاد تميم على ذلك، قد شغل بعضهم بعضًا؛ فمسلمهم بإزاء من قدم رجلا وأخر أخرى وتربص، وبإزاء من ارتاب، فجئتهم سجاح بنت الحارث قد أقبلت من الجزيرة، وكانت ورهطها في بني تغلب تقود أفناء ربيعة، معها الهذيل بن عمران في بني تغلب، وعقة ابن هلال في النمر، وتاد بن فلان في إياد، والسليل بن قيس في شيبان، فأتاهم أمر دهي، هو أعظم مما فيه الناس، لهجوم سجاح عليهم، ولما هم فيه من اختلاف الكلمة، والتشاغل بما بينهم. وقال غفيف بن المنذر في ذلك:
وكانت سجاح بنت الحارث بن سويد بن عقفان - هي وبنو أبيها عقفان - في بني تغلب، فتنبت بعد موت رسول الله ﷺ بالجزيرة في بني تغلب، فاستجاب لها الهذيل، وترك التنصر؛ وهؤلاء الرؤساء الذين أقبلوا معها لتغزو بهم أبا بكر. فلما انتهت إلى الحزن راسلت مالك بن نويرة ودعته إلى الموادعة، فأجابها، وفثأها عن غزوها، وحملها على أحياء من بني تميم، قال: نعم، فشأنك بمن رأيت، فإني إنما أنا امرأة من بني يربوع، وإن كان ملك فالملك ملككم. فأرسلت إلى بني مالك بن حنظلة تدعوهم إلى الموادعة، فخرج عطارد بن حاجب وسروات بني مالك حتى نزلوا في بني العنبر على سبرة بن عمرو هرابًا قد كرهوا ما صنع وكيع، وخرج أشباههم من بني يربوع؛ حتى نزلوا على الحصين بن نيار في بني مازن، وقد كرهوا ما صنع مالك؛ فلما جاءت رسلها إلى بني مالك تطلب الموادعة، أجابها إلى ذلك وكيع، فاجتمع وكيع ومالك وسجاح، وقد وادع بعضهم بعضًا، واجتمعوا على قتال النس وقالوا: بمن نبدأ؟ بخضم، أم ببهدى، أم بعوف والأبناء، أم بالرباب؟ وكفوا عن قيس لما رأوا من تردده وطمعوا فيه، فقالت: أعدوا الركاب، واستعدوا للنهاب؛ ثم أغيروا على الرباب، فليس دونهم حجاب.
قال: وصمدت سجاح للأحفار حتى تنزل بها، وقالت لهم: إن الدهناء حجاز بني تميم؛ ولن تعدو الرباب؛ إذا شدها المصاب، أن تلوذ بالدجاني والدهاني؛ فلينزلها بعضكم. فتوجه الجفول - يعني مالك بن نويرة - إلى الدجاني فنزلها؛ وسمعت بهذا الرباب فاجتمعوا لها؛ ضبتها وعبد مناتها، فولى وكيع وبشر بني بكر من بني ضبة، وولى ثعلبة بن سعد بن ضبة عقة، وولى عبد مناة الهذيل. فالتقى وكيع وبشر وبنو بكر من بني ضبة، فهزما، وأسر سماعة ووكيع وقعقاع، وقتلت قتلى كثيرة؛ فقال في ذلك قيس بن عاصم؛ وذلك أول ما استبان فيه الندم:
فصرفت سجاح والهذيل وعقة بني بكر، للموادعة التي بينها وبين وكيع - وكان عقة خال بشر - وقالت: اقتلوا الرباب ويصالحونكم ويطلقون أسراكم، وتحملون لهم دماءهم؛ وتحمد غب رأيهم أخراهم. فأطلقت لهم ضبة الأسرى؛ وودوا القتلى، وخرجوا عنهم. فقال في ذلك قيس يعيرهم صلح ضبة، إسعادًا لضبة وتأنيبًا لهم. ولم يدخل في أمر سجاح عمري ولا سعدى ولا ربي؛ ولم يطمعوا من جميع هؤلاء إلا في قيس؛ حتى بدا منه إسعاد ضبة؛ وظهر منه الندم. ولم يمالئهم من حنظلة إلا وكيع ومالك؛ فكانت ممالأتهما موادعة على أن ينصر بعضهم بعضا، ويحتاز بعضهم إلى بعضهم؛ وقال أصم التيمي في ذلك:
»
قال: ثم إن سجاح خرجت في جنود الجزيرة، حتى بلغت النباح؛ فأغار عليهم أوس بن خزيمة الهجيمي فيمن تأشب إليه من بني عمرو، فأسر الهذيل؛ أسره رجل من بني مازن ثم أحد بني وبر، يدعى ناشرة. وأسر عقة؛ أسره عبدة الهجيمي؛ وتحاجزوا على أن يترادوا الأسرى، وينصرفوا عنهم، ولا يجتازوا عليهم؛ ففعلوا، فردوها وتوثقوا عليها وعليهما؛ أن يرجعوا عنهم، ولا يتخذوهم طريقًا إلا من ورائهم. فوفوا لهم؛ ولم يزل في نفس الهذيل على المازني؛ حتى إذا قتل عثمان بن عفان، جمع جمعًا فأغار على سفار، وعليه بنو مازن؛ فقتلته بنو مازن ورموا به في سفار.
ولما رجع الهذيل وعقة إليها واجتمع رؤساء أهل الجزيرة قالوا لها: ما تأمريننا؟ فقد صالح مالك ووكيع قومهما؛ فلا ينصروننا ولا يزيدوننا على أن نجوز في أرضهم، وقد عاهدنا هؤلاء القوم. فقالت: اليمامة؛ فقالوا: إن شوكة أهل اليمامة شديدة؛ وقد غلظ أمر مسيلمة؛ فقالت: عليكم باليمامة؛ ودفوا دفيف الحمامة؛ فإنها غزوة صرامة؛ لا يلحقكم بعدها ملامة. فنهدت لبنى حنيفة؛ وبلغ ذلك مسيلمة فهابها؛ وخاف إن هو شغل بها أن يغلبه ثمامة على حجر أو شرحبيل بن حسنة، أو القبائل التي حولهم، فأهدى لها؛ ثم أرسل إليها يستأمنها على نفسه حتى يأتيها. فنزلت الجنود على الأمواه، وأذنت له وآمنته؛ فجاءها وافدًا في أربعين من بني حنيفة - وكانت راسخة في النصرانية، قد علمت من علم نصاري تغلب - فقال مسيلمة: لنا نصف الأرض؛ وكان لقريش نصفها لو عدلت؛ وقد رد الله عليك النصف الذي ردت قريش؛ فحباك به، وكان لها لو قبلت. فقالت: لا يرد النصف إلا من حنف، فاحمل النصف إلى خيل تراها كالسهف. فقال مسيلمة: سمع الله لمن سمع، وأطمعه بالخير إذا طمع؛ ولا زال أمره في كل ما سر نفسه يجتمع. رآكم ربكم فحياكم، ومن وحشة خلاكم؛ ويوم دينه أنجاكم. فأحياكم علينا من صلوات معشر أبرار، لا أشقياء ولا فجار، يقومون الليل ويصومون النهار، لربكم الكبار، رب الغيوم والأمطار).
وقال أيضًا: لما رأيت وجوههم حسنت، وأبشارهم صفت، وأيديهم طفلت؛ قلت لهم: لا النساء تأتون، ولا الخمر تشربون؛ ولكنكم معشر أبرار، تصومون يومًا، وتكلفون يومًا؛ فسبحان الله! إذا جاءت الحياة كيف تحيون، وإلى ملك السماء ترقون! فلو أنها حبة خردلة؛ لقام عليها شهيد يعلم ما في الصدور، ولأكثر الناس فيها الثبور.
وكان مما شرع لهم مسيلمة أن من أصاب ولدًا واحدا عقبًا لا يأتي امرأة إلى أن يموت ذلك الابن فيطلب الولد؛ حتى يصيب ابنا ثم يمسك؛ فكان قد حرم النساء على من له ولد ذكر.
فصالحها على أن يحمل إليها النصف من غلات اليمامة، وأبت إلا السنة المقبلة يسلفها؛ فباح لها بذلك؛ وقال: خلفي على السلف من يجمعه لك، وانصرفي أنت بنصف العام؛ فرجع فحمل إليها النصف، فاحتملته وانصرفت به إلى الجزيرة، وخلفت الهذيل وعقة وزيادًا لينجز النصف الباقي؛ فلم يفجأهم إلا دنو خالد بن الوليد منهم؛ فارفضوا. فلم تزل سجاح في بني تغلب؛ حتى نقلهم معاوية عام الجماعة في زمانه؛ وكان معاوية حين أجمع عليه أهل العراق بعد علي عليه السلام يخرج من الكوفة المستغرب في أمر علي، وينزل داره المستغرب في أمر نفسه من أهل الشأم وأهل البصرة وأهل الجزيرة؛ وهم الذين يقال لهم النواقل في الأمصار؛ فأخرج من الكوفة قعقاع بن عمرو بن مالك إلى إيليا بفلسطين، فطلب إليه أن ينزل منازل بني أبيه بني عقفان، وينقلهم إلى بني تميم، فنقلهم من الجزيرة إلى الكوفة، وأنزلهم منازل القعقاع وبني أبيه؛ وجاءت معهم وحسن إسلامها؛ وخرج الزبرقان والأقرع إلى أبي بكر، وقالا: اجعل لنا خراج البحرين ونضمن لك ألا يرجع من قومنا أحد، ففعل وكتب الكتاب. وكان الذي يختلف بينهم طلحة بن عبيد الله وأشهدوا شهودًا منهم عمر. فلما أنى عمر بالكتاب فنظر فيه لم يشهد، ثم قال: لا والله ولا كرامة! ثم مزق الكتاب ومحاه، فغضب طلحة، فأتى أبا بكر، فقال: أأنت الأمير أم عمر؟ فقال: عمر؛ غير أن الطاعة لي. فسكت.

### رواية ابن الكلبي
فسارت بنو حنظلة إلى بني ضبة، وهم من الرباب، وسارت سجاح ومن معها من بني تغلب والنمر ابن قاسط إلى حفر التيم، وعليه من الرباب بنو عدي وثور، فأما بنو حنظلة فلقوا بنى ضبة، فهزمتهم، ولقيت سجاح ومن معها تيما وعديا وثورا، فقاتلوهم قتالا شديدا، وجاءتهم وفود بني تغلب والنمر وأياد، وأرسلت بنو ضبة يطلبون إلى حنظلة أن يودوا قتلاهم، ويصالحوهم، فقالت: لا تعجلوا على الرباب فانهم يحثون نحوكم الصعاب.ثم قالت: عليكم باليمامة، فانها دار إقامة، نلقى أبا ثمامة، فإن كان نبيا ففي النبي علامة، وإن كان كذوبا فله ولقومه الندامة، ولا يلحقكم بعد ملامة.
فخرجوا نحوها ومعها: عطارد بن حاجب بن زرارة بن عدس بن زيد، وعمرو بن أهتم، والأقرع بن حابس، وشبث بن ربعى وهو مؤذنها- فساروا حتى نزلوا الصمان، فبلغ ذلك مسيلمة الكذاب - وكان قد تنبأ- فتجسس أهل اليمامة لها- فقال مسيلمة: دعونىيورأيي، فأهدى لها، وكتب اليها، إن موعدنا يوم كذا نلتقى فيه، ونتدارس، فان كان الحق بيدك بايعناك، وإن كان فىيأيدينا بايعتنا، فخرجت في أربعين، فلما جلسوا أحصاهم، ثم قال ليقم من هاهنا عشرة، ومن هاهنا عشرة، ومن هاهنا عشرة، ومن هاهنا عشرة، حتى ننظر من صاحب الأمر، فقاموا. فقال مسيلمة لغلامه: عثن لها لتذكر الباه- والعثان الدخان- أى بخر لها بشىء من الطيب- فقال مسيلمة: لنا نصف الأرض ولقريش نصفها، ولكن قريشا لا يعدلون، رحم الله من سمع، وما زال أمره في كل ما شاء مجتمع، وأطمع في الخير فطمع، أراكم الله محياكم، ومن رجز خلاكم، ويوم القيامة نجاكم، علينا صلوات من معشر أبرار، لا أشقياء ولا نجار، يصلون بالليل، ويصومون بالنهار، ولربهم الكبار، رب النور والأمطار، ولما رأيت وجوههم حسنت، وأبشارهم صفت، وأيديهم انبسطت، النساء يأتون، والخمر يشربون، أنتم معشر الابرار، سبحان ربي كيف يحيون، وإلى رب السماء يرقون، لو أنها حبة من خردلة في جندلة لقام عليها شهيد، يعلم ما في الصدور، أكثر الناس، يومئذ المثبور، قالت: أشهد أنك نبى، وآمنت به، فقال: انكن - معشر النساء- خلقتن لنا أفراجا، وخلقنا لكم أزواجا، فاذا ملكناكن أرتجن لنا ارتجاجا، فنولجه فيكن ايلاجا، فتخرجن أولادا انتاجا، قالت: صدقت. ثم قال:
قالت: بذلك أوحى الى. قال: هل لك أن تزوجينى نفسك، فيكون الملك بيننا، ونخفف عن عشيرتنا؟ قالت: نعم. فتزوجها وانطلق إلى اليمامة، وتركت الجمع الذى كان معها بالصمان، ورفع مسيلمة عن بنى تميم صلاة الغداة والظهر والعشاء، وقال: إن بنى تميم لقاح لا أتاوة عليهم- يعني الخراج- فعامة بنى تميم لا يصلون هذه الصلوات إلى اليوم. فلم تزل عند مسيلمة إلى أن قتل، فهربت فلم توجد، ثم أسلمت فتزوجها رجل من قومها، فولدت له ثلاثة وماتت بالبصرة».

### البلاذري
«قالوا: وتنبأت أم صادر سجاح بنت أوس بن حق بن أسامة ابن الغنيز بن يربوع بن حنظلة بن مالك بن زيد مناة بن تميم، ويقال هي سجاح بنت الحارث بن عقفان بن سويد بن خالد بن أسامة، وتكهنت. فاتبعها قوم من بنى تميم وقوم من أخوالها بنى تغلب. ثم إنها سجعت ذات يوم فقالت:إن رب السحاب، يأمركم أن تغزوا الرباب. فغزتهم فهزموها، ولم يقاتلها أحد غيرهم، فأتت مسيلمة الكذاب وهو بحجر فتزوجته، وجعلت دينها ودينه واحدا. فلما قتل صارت إلى إخوانها فماتت عندهم. وقال ابن الكلبي: أسلمت سجاح وهاجرت إلى البصرة وحسن إسلامها. وقال عبد الاعلى بن حماد النرسي: سمعت مشايخ من البصريين يقولون: إن سمرة بن جندب الفزاري صلى عليها وهو يلي البصرة من قبل معاوية، قبل قدوم عبيد الله بن زياد من خراسان وولايته البصرة. وقال ابن الكلبي: كان مؤذين سجاح الجنبة بن طارق بن عمرو بن حوط الرياحي، وقوم يقولون: إن شبث بن ربعي الرياحي كان يؤذن لها».

## وفاتها
لما قتل مسيلمة، فرت سجاح إلى قومها في الجزيرة الفراتية،وقيل لحقت قومها مسلمة، وفي ذلك قال الحسن البصري: «فأسلمت سجاح بعد ذلك وبعد قتل مسيلمة، وحسن إسلامها»،وقال أبو الربيع الكلاعي:«ولما قتل مسيلمة، أخذ خالد بن الوليد سجاح، فأسلمت و رجعت إلى ما كانت عليه، و لحقت بقومها». فلما عادت لقومها تزوجت رجل من تميم، وانجبت له ثلاثة أبناء، وفي ذلك قال ابن الكلبي:«فلم تزل - سجاح - عند مسيلمة إلى أن قتل، فهربت فلم توجد، ثم أسلمت فتزوجها رجل من قومها، فولدت له ثلاثة».ومن رواية ابن الكلبي يتضح أن سجاح كانت في الثلاثينات من عمرها وقت الردة، حيث أنها لما عادت بعد الردة للعراق كانت في عمر لا يزال يسمح لها بإنجاب ثلاثة أبناء، أي أنها كانت مابين 35 - 40، فقد يكون مولدها بنحو 25 قبل الهجرة.
ولما كان عام الجماعة سنة 41 هـ نقل معاوية بن أبي سفيان أهل الجزيرة الفراتية إلى الكوفة فانتقلت سجاح إليها، ثم انتقلت إلى البصرة وتوفيت فيها سنة 55 هـ، وصلى عليها سمرة بن جندب والي البصرة لمعاوية بن أبي سفيان، وكان ذلك عام قدوم عبيد الله بن زياد واليًا عليها، وفي ذلك قال البلاذري: «إن سمرة بن جندب الفزاري صلى عليها وهو يلي البصرة من قبل معاوية، قبل قدوم عبيد الله بن زياد من خراسان وولايته البصرة»،وقال ابن الأثير: «فلم تزل سجاح في تغلب حتى نقلهم معاوية عام الجماعة وجاءت معهم وحسن إسلامهم لإسلامها وانتقلت إلى البصرة وماتت بها، وصلى عليها سمرة بن جندب، وهو على البصرة لمعاوية قبل قدوم عبيد الله بن زياد من خراسان وولايته البصرة».

## سجاح بنت الحارث في السينما والتلفزيون
- 2012: مسلسل عمر، وقام بدوها الفنانة نادرة عمران.
- 2010:
  - مسلسل رايات الحق، وقام بدورها الممثلة سامية العياري.
  - مسلسل القعقاع، وقام بدورها منى واصف.
- 2007: مسلسل خالد بن الوليد، وقام بتجسيدها الفنانة عايدة يوسف.
- 1991: مسلسل ظلال السيوف ، وقام بتجسيدها ليلى طاهر.